# 第22届奥斯卡金像奖
第22屆奥斯卡金像奖（英語：22nd Academy Awards）於1950年3月23日舉行。這屆是最後一次入圍最佳影片的五部電影皆為黑白電影，也是首次出現入圍最佳影片的電影皆有拿下兩座以上獎項。

## 获奖名单
得獎者以粗體表示。
| 最佳影片(Best motion picture) - 《當代奸雄》 - 《西線平魔》 - 《千金小姐》 - 《三妻艷史》 - 《晴空血戰史》 | 最佳导演(Directing) - 约瑟夫·曼凯维奇 – 《三妻艷史》 - 罗伯特·罗森 – 《當代奸雄》 - 威廉·惠曼 – 《西線平魔》 - 卡洛·李 –《墮落的偶像》 - 威廉·惠勒 –《千金小姐》 |
| 最佳男主角(Actor) - 布羅德里克·克勞福德 –《當代奸雄》 - 寇克·道格拉斯 –《奪得錦標歸》 - 葛雷哥萊·畢克 –《晴空血戰史》 - 理察·托德 – 《浮生夢痕》 - 約翰·韋恩 – 《硫磺島浴血戰》 | 最佳女主角(Actress) - 奥丽维亚·德哈维兰 –《千金小姐》 - 珍妮·奇蓮 –《碧姬》 - 蘇珊·海華 – 《一廂情願》 - 黛博拉·寇兒 – 《黃梁夢》 - 洛麗泰·楊 – 《聖女歌聲》 |
| 最佳男配角(Actor in a supporting role) - 迪恩·賈格爾 – 《晴空血戰史》 - 約翰·愛爾蘭 –《當代奸雄》 - 阿瑟·甘迺迪 –《奪得錦標歸》 - 拉爾夫·理察森 – 《千金小姐》 - 詹姆士·惠特摩 – 《西線平魔》 | 最佳女配角(Actress in a supporting role) - 梅賽德絲·麥坎布雷奇 –《當代奸雄》 - 埃瑟尔·巴里摩尔 –《碧姬》 - 西莱斯特·霍姆 –《聖女歌聲》 - 埃爾莎·蘭徹斯特 –《聖女歌聲》 - 埃塞爾·沃特斯 – 《碧姬》                                                                                                |
| 最佳原创故事 Writing (Motion picture story) - 《淑女痴戀》 – 道格拉斯·莫羅 - 《聖女歌聲》 – 克莱尔·布思·鲁斯 - 《春風吹又生》 – 雪莉·W·史密斯(Shirley W. Smith) 和 瓦倫丁·戴維斯 - 《硫磺島浴血戰》 – 哈里·布朗 - 《白熱》 – 維吉尼亞·凱洛格 | 最佳原創劇本 Writing (Story and screenplay) - 《西線平魔》 – 羅伯特·裴洛許 - 《银城歌王》 – 西德尼·布切曼 - 《老鄉》 – 艾爾弗雷德·海斯、費德里柯·費里尼、马塞洛·巴格利埃罗 和 羅伯托·羅塞里尼 - 《通往平利可的護照》 – T·E·B·克拉克 - 《沈默的人》 – 海倫·萊維特，珍妮絲·勒布 和 西德尼·梅耶爾斯 |
| 最佳改編劇本 Writing (Screenplay) - 《三妻艷史》 – 约瑟夫·曼凯维奇，改編自約翰·克萊普納的小說 - 《當代奸雄》 – 罗伯特·罗森，改編自罗伯特·佩恩·沃伦的小說 - 《單車失竊記》 – 賽薩·薩瓦提尼，改編自路易吉·巴托里尼的小說 - 《奪得錦標歸》 – 卡爾·福門，改編自瑞因·拉德納的小說 - 《墮落的偶像》 – 格雷厄姆·格林，改編自他的小說                                                                               | 最佳紀錄片 Documentary(Feature) - 《烏迪的破曉》 - 《健二回家》 |
| 最佳紀錄短片 Documentary(Short Subject) - 《生存的機會》 - 《生命誠可貴》 - 《1848》 - 《當潮起時》 | 最佳單軸短片 Short subject (One-reel) - 《龍宮派對》 - 《競速滑輪女孩》 - 《你認為你無罪》 - 《特技表演》 - 《水上特技》 |
| 最佳雙軸短片 Short subject (Two-reel) - 《梵谷》 - 《男孩與老鷹》 - 《死亡追逐》 - 《鄰家的草特別綠》 - 《冬季狂歡節》 | 最佳卡通短片 Short subject (Cartoon) - 《都是為了愛》 - 《翠迪鬥智黑貓》 - 《麻煩的誕生》 - 《幸運魔法》 - 《玩具修補匠》 |
| 最佳剧情或喜剧片配樂 Music(Music score of a dramatic or comedy picture) - 《千金小姐》 – 阿隆·科普蘭 - 《超越森林》 –馬克斯·史坦納 - 《奪得錦標歸》 – 迪米崔·迪歐肯 | 最佳歌舞片配樂 Music (Scoring of a musical picture) - 《錦城春色》 – 羅傑·伊甸斯 和 連尼·海頓 - 《银城歌王》 – 莫里斯·斯特洛夫 和 喬治·鄧寧 - 《璇宮玉女》 – 雷·海因多夫 |
| 最佳歌曲 Music (Song) - 「Baby, It's Cold Outside」 — 《洛水神仙》 • 词曲： 弗兰克·罗瑟 - “It's a Great Feeling” — 《銀河彩鳳》 • 曲： 朱利·史坦 • 词： 薩繆爾·科恩 - “Lavender Blue” — 《靈臺春暖》 • 曲： 艾略特·丹尼爾 • 词： 拉里·莫雷 - “My Foolish Heart” —《一廂情願》 • 曲： 维克多·扬 • 词： 内德·华盛顿 - “Through a Long and Sleepless Night” — 《圣女歌声》 • 曲： 艾佛瑞·纽曼 • 词： 马克·戈登 | 最佳錄音(Sound recording) - 《晴空血戰史》 – 托马斯·莫尔顿 - 《痴鳳求凰》 – 莱斯利·凯里 - 《硫磺島浴血戰》 – 丹尼尔·布隆伯格 |
| 最佳黑白片艺术指导 Art direction(Black-and-white) - 《千金小姐》 – 艺术指导：亨利·霍納 和 約翰·米漢；布景：埃米尔·库里 - 《聖女歌聲》 – 艺术指导： 莱尔·惠勒 和 约瑟夫·赖特；布景：湯瑪斯·雷托 和 保羅·福克斯 - 《包法利夫人》 – 艺术指导： 塞德里克·吉本森 和 傑克·馬丁·史密斯；布景：埃德温·威利斯 和 理查德·佩佛勒                                                                                       | 最佳彩色片艺术指导 Art direction(Color) - 《小婦人》 – 艺术指导：塞德里克·吉本森 和 保罗·格鲁斯；布景：埃德温·威利斯 和 傑克·摩爾 - 《劍俠唐璜》 – 艺术指导：愛德華·卡雷爾 ；布景：萊爾·萊夫斯尼德 - 《英雄難過美人關》 – 艺术指导：吉姆·莫拉罕 和 威廉·克爾納 ；布景：邁克爾·雷爾夫             |
| 最佳黑白片攝影 Cinematography(Black-and-white) - 《西線平魔》 – 保羅·C·沃格爾 - 《奪得錦標歸》 – 弗朗茲·普蘭納 - 《聖女歌聲》 – 約瑟夫·拉謝爾 - 《千金小姐》 – 李歐·托佛 - 《狐狸王子》 – 里昂·肖洛伊 | 最佳彩色片摄影 Cinematography(Color) - 《黃巾騎兵隊》 – 溫頓·C·霍赫 - 《金粉帝后》 – 哈利·斯特拉德林 - 《银城歌王》 – 威廉·史耐德(William Snyder) - 《小婦人》 – 羅伯·普朗克(Robert Planck) 和 查爾斯·史森鮑姆 - 《沙》 – 查尔斯·G·克拉克                                                        |
| 最佳黑白片服裝設計 Costume Design(Black-and-white) - 《千金小姐》 – 伊蒂絲·海德 和 吉爾·斯蒂爾 - 《狐狸王子》 – 維托里歐・尼諾・諾瓦雷塞 | 最佳彩色片服裝設計 Costume Design(Black-and-white) - 《劍俠唐璜》 – 莉亞·羅德斯、威廉·特拉維利亞 和 馬喬麗·百思特 - 《母女菀》 – 凱·尼爾森 |
| 最佳特殊效果(Special effects) - 《巨猩喬揚》 – 雷電華電影 - 《塔尔萨》 – 沃爾特·旺格 | 最佳影片剪輯(Film editing) - 《奪得錦標歸》 – 哈里·W·格斯達德 - 《當代奸雄》 – 羅勃·派瑞許 和 阿尔·克拉克 - 《西線平魔》 – 約翰·丹寧 - 《硫磺島浴血戰》 – 理查德·L·范恩格 - 《血剪惊魂》 – 弗雷德里克·克魯特森                                                                                   |

### 奥斯卡荣誉奖
- 弗雷德·阿斯泰爾 - 為他獨一無二的藝術性和在歌舞片的卓越貢獻
- 賽西爾·德米爾 - 傑出的電影的先鋒者，37年來光輝的表演歷程
- 让·赫肖尔特 - 表揚他在擔任電影藝術與科學學院4年的主席任期
- 最佳外語片：《單車失竊記》(義大利電影)

### 奥斯卡青少年獎
- 博比·德里斯科爾

### 获得多项提名和奖项
| 以下电影获得多项提名： - 8项提名：《千金小姐》 - 7项提名：《當代奸雄》、《聖女歌聲》 - 6项提名：《西線平魔》、《奪得錦標歸》 - 4项提名：《硫磺島浴血戰》、《晴空血戰史》 - 3项提名：《银城歌王》、《三妻豔史》、《碧姬》 - 2项提名：《劍俠唐璜》、《墮落的偶像》、《小婦人》、《一廂情願》、《狐狸王子》 | 以下电影获得多项大奖： - 4项大奖：《千金小姐》 - 3项大奖：《當代奸雄》 - 2项大奖：《西線平魔》、《三妻艷史》、《晴空血戰史》 |